# Groot Huisven

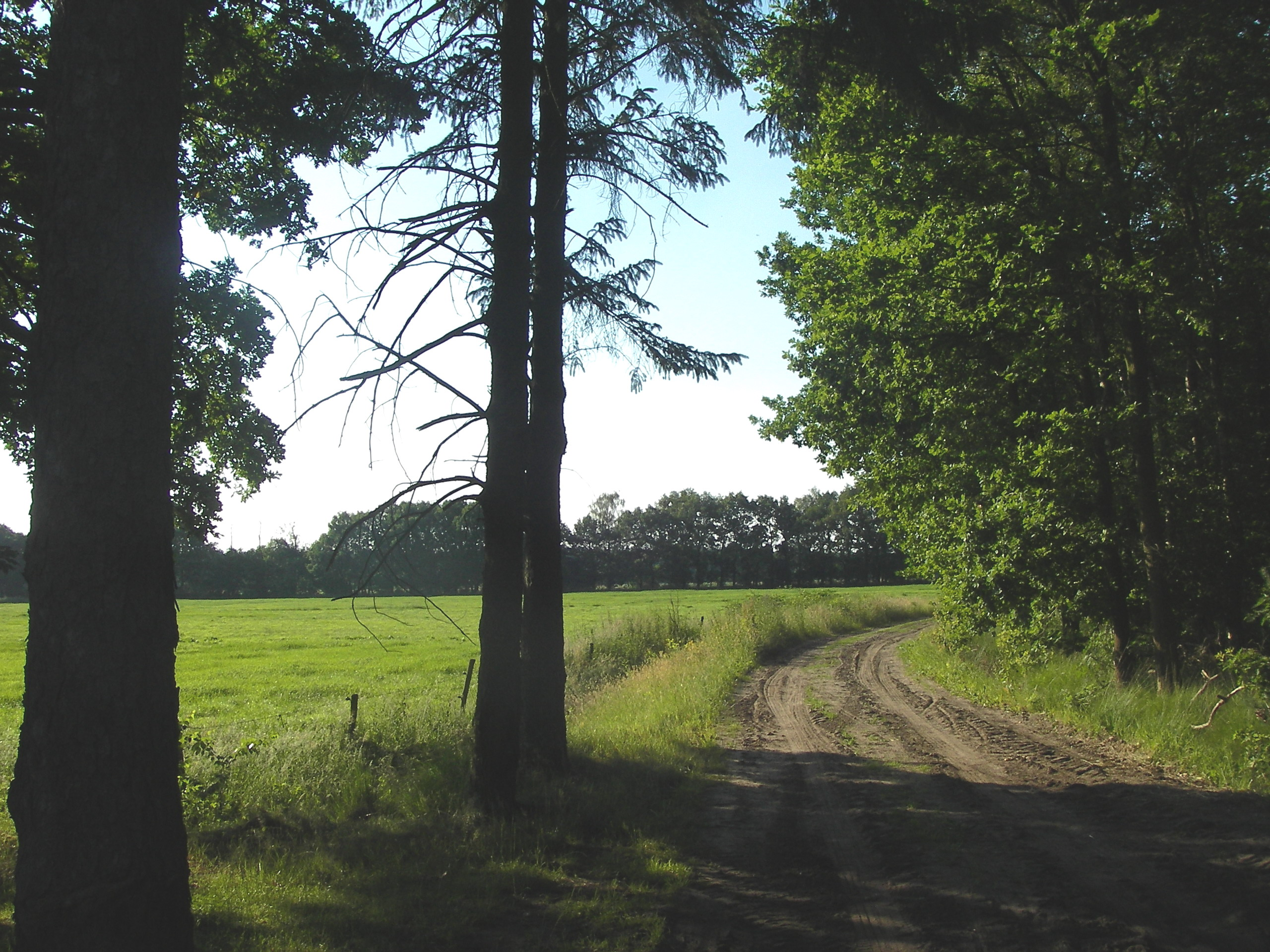
Vroeger een ven, nu een afwisseling van bos en weiden

Het Groot Huisven is de naam van een voormalig, zeer groot heideven in de Groote Heide tussen Geldrop en Aalst. 
Het betreft een ruim 2,5 km lange, tamelijk grillige laagte, met een omvang van omstreeks 150 ha. De laagte is mogelijk ontstaan als een stroomdal of smeltwaterdal, maar later verstopt geraakt. Het Groot Huisven strekte zich uit globaal tussen de voormalige Aalsterhut en de Paassense hut zuidoostelijk van een oude postroute.  
Reeds in de jaren 1920 moet het gebied, destijds vermoedelijk het grootste heideven van Nederland, zijn ontgonnen tot weiland. Het is nog goed terug te vinden in de huidige bosgebieden van Brabant Water, aangezien het reliëf van de oeverzones nog (zichtbaar!) aanwezig is en de diverse onderdelen van het ven als graslanden afsteken tegen de in de jaren 1920 en 1930 geplante bossen. Ook uit het verloop van paden en de ligging van bepaalde heiderestanten is op sommige plekken het verloop van de oevers nog min of meer zichtbaar gebleven.  
Het ontgonnen ven watert thans af via de Beekloop naar de Gijzenrooise Zegge en verder via de kern Geldrop naar de Kleine Dommel. Bij Brabant water, de eigenaar van de betreffende gronden, leven plannen om hun waterwingebied zodanig te herinrichten dat een deel van het ven terug zou kunnen keren. 